# Бахмут
Ба́хму́т[⇨] — місто в Україні, Донецькій області. Адміністративний центр Бахмутського району і Бахмутської міської громади.
До російського вторгнення 2022 року місто було центром соляної промисловості України та залізничним вузлом. Під час боїв за Бахмут місто було зруйноване на 80 %.

## Назва
Назва міста походить від назви річки Бахмутки, яка може походити від тюркської назви степових коней — бахмати. За іншою версією, від кримськотатарського (турецького) імені Махмуд або Махмет.
Побутують два варіанти наголосу: Ба́хмут і Бахму́т.
У 1924—2016 роках місто мало назву Арте́мівськ — на честь більшовика Сергєєва (Артема).

## Географія

### Розташування
Місто розташоване в північно-східній частині Донецької області, на плато Донецького кряжу, яке прорізає річка Бахмутка з правою притокою Каменуватого Яру. Плато має загальний нахил на північ до долини р. Сіверський Донець. У районі Бахмута висота вододілу на північно-західній околиці становить 200 м, оцінки висоти в центрі міста близько 84 м.
Бахмут розміщений за 3 км від автостради E40М03 (Київ — Харків — п. п. Довжанський) та за 89 км на північний схід від Донецька.
За сім кілометрів від міста проходить побудований у 1953—1958 роках канал Сіверський Донець — Донбас, який має велике значення для водопостачання міста.
У межах Донецької височини виділяється Бахмут-Торецька височина, назва якої знову відповідає назві міста.

### Ґрунти
У районі міста переважають родючі ґрунти — типові та звичайні чорноземи.

### Клімат
Клімат помірно-континентальний. Літо спекотне, посушливе. Зима мінлива, іноді зі значними морозами. Найхолодніші місяці року — січень і лютий (середня температура −6…−8 °C). Максимальна глибина промерзання ґрунту 80 см, мінімальна 27 см. Найтепліший місяць — липень (+20…+25 °C). Абсолютна максимальна температура спостерігається в липні (+40 °C). Середньорічна кількість атмосферних опадів становить 500 мм. З них більша частина випадає в теплий період. У порівнянні з навколишньою місцевістю число днів із туманами, сніговим покровом більше; безморозний період менше.

## Археологія
У 1930-х роках у районі Алебастрового кар'єру та 1955 року на поселенні Карла Лібкнехта виявлені кістки мамутів давньокам'яної доби.

## Історія

### Від заснування

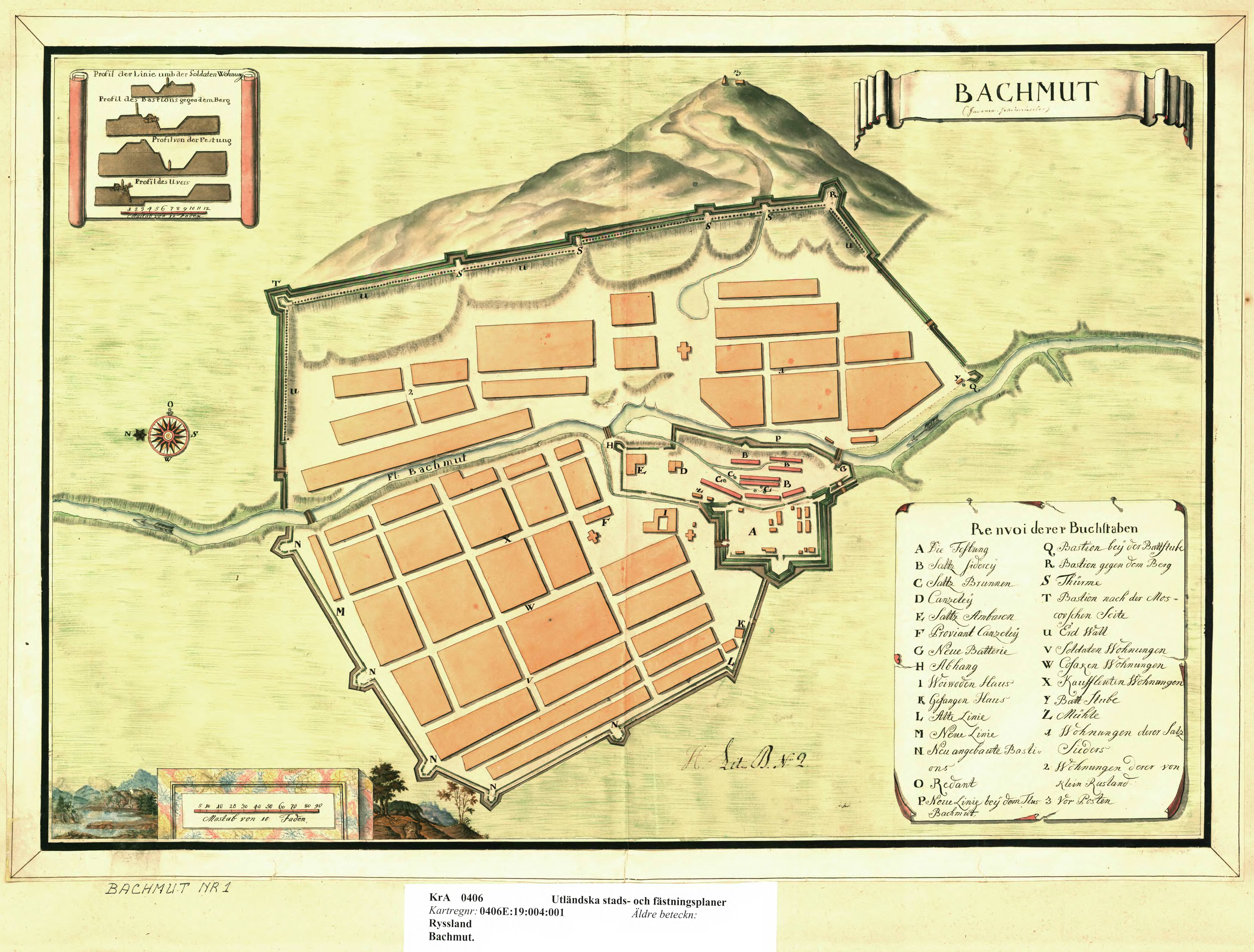
План фортеці Бахмут

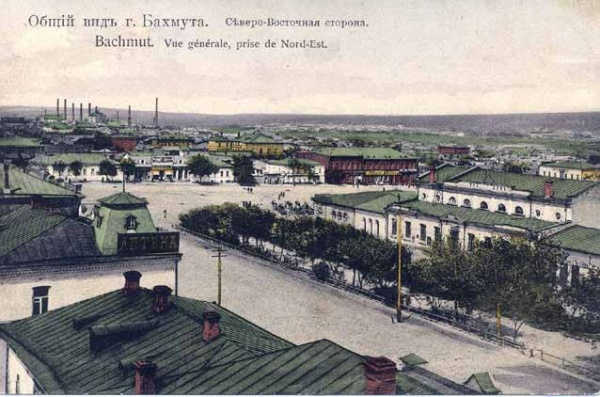
Загальний вигляд Бахмута в XIX ст.

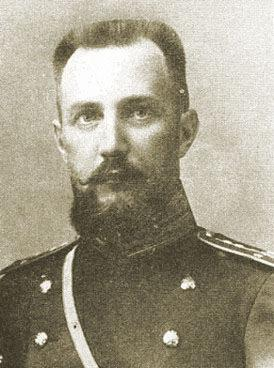
Володимир Сікевич

Перша версія — вперше про «сторожу Бахмутську» згадується під 1571 р., коли на місці давнього займища українців створено сторожовий пункт Московського царства. Ця версія про походження Бахмута аргументовано піддана критиці, оскільки всі сторожі згідно з «Розписом сторож» розташовувалися на лівому боці Сіверського Донця (Бахмутівська — напроти впадіння в нього р. Бахмут — нині с. Ямпіль Краматорського району) і не складали жодних укріплень, а були лише місцями зустрічі московської прикордонної служби для обміну інформацією (згідно зі статутом сторожової і станичної служби на сторожі не дозволялося навіть розкладати вогнище, щоб не виказати ворогові місця, у якому зустрічаються «сторожі» (прикордонники).
У XVII ст. значний пункт солеваріння. Один з осередків повстання Булавіна.
Як повноцінне поселення Бахмут заснували козаки Ізюмського слобідського полку приблизно в 1680—1690-х, за іншими даними 1701-го. Документально доведено, що острог на р. Бахмут збудували слобідські козаки з дозволу московського уряду в 1703 році[джерело?], а перший його опис складено в 1704 році. Станом на 1712 рік етнічно значно домінували українці.
У 1715 році розпочав роботу солеварний завод.
У 1719 році стає адміністративним центром Бахмутської провінції, адміністративно-територіальної одиниці в складі Азовської та Воронізької губерній Російської імперії. Бахмутська провінція ліквідована в 1783 році.
У 1721 році поруч із містом відкриті поклади кам'яного вугілля. Першовідкривачами промислових покладів вугілля в регіоні Донбасу є ландрат (помічник губернатора), шляхтич українсько-польського походження Микита Вепрейський та комендант Бахмутської фортеці, капітан Ізюмського слобідського полку Семен Чирков.
У Бахмуті побудована Покровська церква на кошти парафіян і, значною мірою, на кошти священника Йоанна Лук'янова, який пожертвував на храм церковне начиння, наряди, ікони та книги. Покровська церква освячена 30 вересня 1732 року.
У випуску лондонської газети «The London Gazette» від 8-11 жовтня 1737 року на першій шпальті є згадка про місто Бахмут, на території України, що дає підстави досліднику В. Ільченку інтерпретувати цей факт для визначення східних українських кордонів.
27 жовтня 1748 року створено Бахмутський кінний козацький полк.
У середині XVIII століття Бахмут стає адміністративним центром Слов'яносербії.
У 1764—1765 роках створено Бахмутський гусарський полк для захисту кордонів на правому березі Сіверського Дінця (Слов'яносербії), який сформований переважно з переселених на вільні терени між річками Бахмутом і Луганню сербів, болгар, угорців та вихідців із Балканських країн; також до складу полку увійшов Молдавський гусарський полк.
До кінця XVIII століття втрачає значення центру солевидобування. У 1782—1783 роках закриваються спочатку солеварний завод, а потім і фортеця.
З 1783 і по 1920-ті роки є центром однойменного повіту Катеринославської губернії.
Сіль стає частиною герба Бахмута, затвердженого 2 серпня 1811 року. З 1870-х в околицях Бахмута починають розробляти поклади вогнетривкої глини та гіпсу.
У Бахмуті щорічно проводилося три ярмарки, пристосовані до церковних свят. Основним ярмарком був Петропавлівський — проводився 12 липня (у День апостолів Петра і Павла).
У 1895 році в місті вийшла перша українська книжка на Донеччині — вірші М. Чернявського.
У 1903 році відкрилися приватні Музичні курси Адель Мерейнес, випускниці Віденської консерваторії. На початку століття в Бахмуті працювали три гімназії, Реальне, Ремісниче та Духовне училища, приватні, церковноприходські та народні училища і школи. Видавалося кілька газет: «Донецьке слово», «Бахмутське життя», «Бахмутська копійка», «Народна газета».

### У часи УНР
До 1917 року в Бахмуті діяли окремі групи українських націоналістів, що поширювали переважно українські п'єси. Спроба 1914 року відкрити «Просвіту» в Бахмутському повіті наштовхнулася на жорстке протистояння з боку царських чиновників.
7 листопада 1917 року, коли Центральна Рада своїм Третім Універсалом проголосила утворення Української Народної Республіки, над Бахмутською повітовою земською управою (нині — будинок коледжу транспортної інфраструктури) вперше на Донбасі піднято жовто-сині національні прапори. У самому Бахмуті та навколишніх селах діють осередки товариства «Просвіта», осередки українських партій, з літа 1917 року організовуються структури «Вільного козацтва». Проте в грудні 1917 року одночасно з більшовицьким заколотом у Луганську, у Бахмуті до влади приходять більшовики, що в лютому 1918 року проголошують Донецько-Криворізьку Радянську Республіку.
Війська Слов'янської групи Окремої Запорізької дивізії Армії УНР під командуванням полковника Володимира Сікевича 26 квітня 1918 року зайняли Бахмут. У Бахмут вступили німецькі й українські війська. На короткий час, до осені 1918 року, тут було розквартировано 3-й гайдамацький полк на чолі з отаманом Волохом. У жовтні 1918 року незадоволені гетьманською владою мешканці підіймають Бахмутське повстання, що стало єдиним відомим повстанням на підтримку нової петлюрівської влади по всій Луганщині й Донеччині. У листопаді 1918 року, після революції у Німеччині, німецькі війська евакуюються на батьківщину, у грудні того ж року місто й повіт захоплюють загони Краснова й більше українська влада не поновлюється тут вже до часів проголошення 24 серпня 1991 року Незалежності України.

### Радянський період

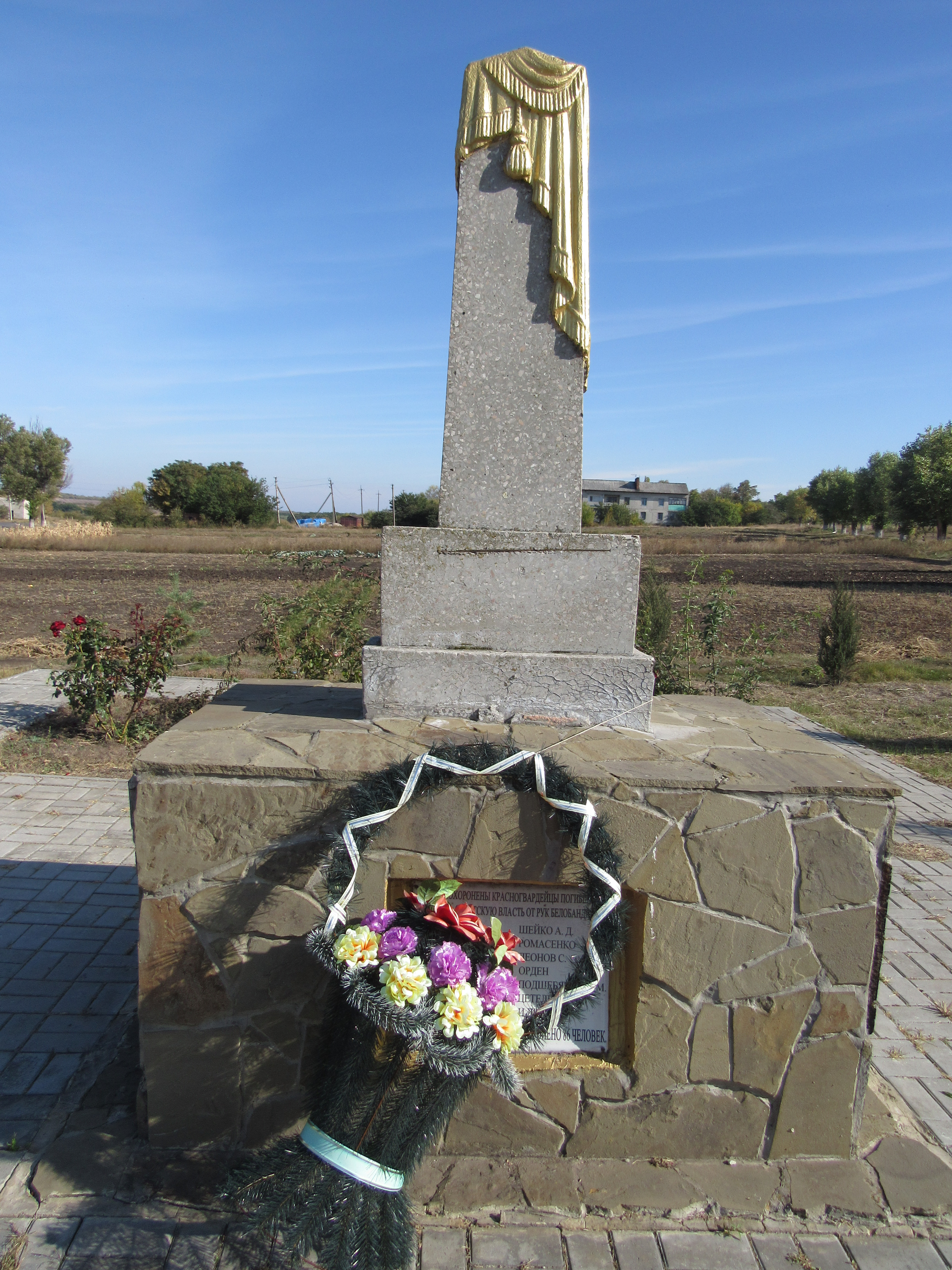
Братська могила радянських воїнів у Бахмуті

25 листопада 1920 року став центром Донецької губернії. У перші роки радянської влади в Бахмуті жили та працювали довголітній голова Ради народних комісарів УСРР Влас Чубар, а також один із засновників Донецько-Криворізької Радянської Республіки — Федір Сергєєв (Артем), на честь якого 13 вересня 1924 року Президія ЦВК СРСР перейменувала Бахмут в Артемівськ.
У 1930—1932 роках в Артемівську проходять процеси над вчителями, звинуваченими в українському націоналізмі, більшовики арештовують і розстрілюють усіх ще живих на той час українських діячів визвольних змагань. У середині 1930-х тут спалено 70 % всього бібліотечного фонду міста.
Місто постраждало внаслідок геноциду українського народу урядом СРСР у 1932—1933 роках. Кількість встановлених жертв — 3255 осіб.
1 листопада 1941 року місто захопили гітлерівці в ході Німецько-радянської війни.
5 вересня 1943 року місто займають війська СРСР.
У 1991 році, незадовго до проголошення незалежності України, у місті ініційовано місцевий референдум щодо повернення місту історичної назви. Утім, ініціатива не була підтримана — «за» проголосували лише 25 %.

### Російсько-українська війна

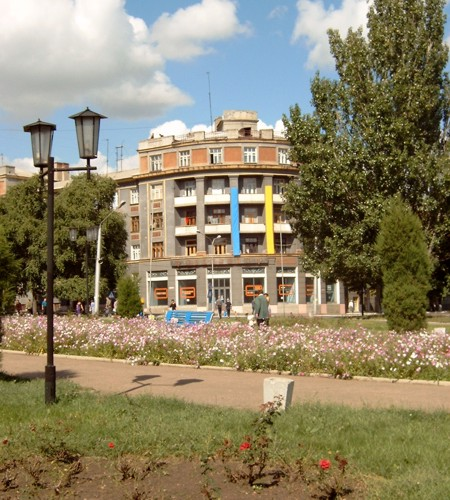
Площа Свободи

16 березня 2014 року у селищі Парасковіївка Бахмутського району біля озброєного складу Збройних Сил України виник блокпост з російським триколором. Прихильники Прогресивної соціалістичної партії України, яку очолювала Наталія Вітренко, пояснювали тоді, що блокують відвантаження зброї зі шахти імені Володарського, якою нібито «озброювали Правий сектор, щоб поставити Донбас на коліна». Проте основний кістяк «антифашистського руху» тоді складали громадяни Росії — представники так званого «донського козацтва».
Представники міліції у Бахмуті віднеслися до них із симпатією. 19 березня серед «протестуючих» були замінені навіть родичі головного міліціонера Донецької області Костянтина Пожидаєва. Також активно їм допомагали депутати міської ради від «Партії регіонів» та медійний ресурс братів Андрія та Сергія Клюєвих у вигляді телеканалів «Заказ» та «АТВ».
21 березня 2014 року міський голова Олексій Рева прибув на місце подій. Але замість того, щоб вимагати перевірку документів у «протестуючих» та відправити їх за ґрати, він по-своєму трактував Карний кодекс, пояснюючи тим, що це «право „козаків“ блокувати військову частину». Результатом цієї зустрічі стало тимчасове припинення відвантаження зброї для Збройних Сил України зі шахти імені Володарського до «забезпечення спокою у регіоні».
12 квітня 2014 року російські сепаратисти намагалися проголосити в Артемівську «Донецьку народну республіку». Тоді міський голова Олексій Рева заявляв проукраїнсько налаштованим мешканцям міста наступне:
|  | Вам потрібно який прапор? Мені — щоб у місті був мир. |

Після завершення псевдорефендуму у Бахмуті 12 травня 2014 року представники так званої «ДНР» затримали журналіста російського видання «Новая газета» Павла Канигіна. Згідно зі свідченнями пресслужби окупаційного керівництва Донеччини, чоловік не мав «акредитації Донецької народної республіки». В той же день чоловіка звільнили з полону.
25 травня сепаратистам вдалося зірвати проведення виборів Президента України в місті. Починаючи з 24 квітня, терористи 5 разів здійснювали спроби штурму 1282-го центру забезпечення бронетанковим озброєнням і технікою з метою захоплення військової техніки і стрілецької зброї.
2 червня 2014 року відбулося засідання Бахмутської міської ради разом з представниками так званої «ДНР», на якому виступив депутат від «Партії регіонів» та директор машинобудівного заводу «Вістек» Ордаш Дадашов:
|  | Не діліть, будь ласка, депутатів (у сенсі — не відокремлюйте депутатів міської ради від представників «Народної ради ДНР»), вони готові з вами співпрацювати, підтримувати. Ми всі готові. Я готовий директорів зібрати. Ми трошки заплуталися — хто кого представляє, але ми готові. Головне, щоб не було війни. |

Пізніше, у 2020 році, декілька з тих депутатів, які були готові піти на співпрацю з росіянами в 2014 році, спокійно собі обернуться до міської ради сьомого скликання від політичної партії «ОПЗЖ». Серед них були Артур Радковський та Валерій Слєсарєв. Останній же балотувався тоді на пост міського голови.
Інший депутат Бахмутської міської ради VI скликання від Партії регіонів Володимир Іванков (також відомий як «Вова Ушастий») під час боїв за Бахмут у 2022—2023 роках співпрацював з російськими спецслужбами, проживаючи у той час в Києві. Він передавав російським військовим інформацію про дислокацію Збройних Сил України та критичної інфраструктури у Бахмуті. Сам же Володимир Іванков з 2013 року має паспорт Росії та є другом кримінального авторитета з Горлівки Армена Саркісяна, який є одним із ключових очільників та фінансистів батальйону «АрБат», який воює проти України у лавах окупаційних військ під час повномасштабної російсько-української війни.
Керівник фракції Партії регіонів у Бахмутській міській раді VI скликання Олександр Шинкаренко під час боїв за місто протягом 2022—2023 років сидів в одному із підвалів, звідки його у квітні 2023 року евакуювали бойовики ПВК «Вагнер».
7 червня 2014 року так званого «коменданта Артемівська» Сергія Іочкова на прізвисько «Велес» було ліквідовано. За часів президентства Віктора Януковича він був керівником департаменту по боротьбі з корупцією у Бахмуті.
Існують свідчення і про напади бойовиків на мирних жителів, зокрема 27 червня — на рейсовий автобус.
Увечері 4 липня бійці батальйону МВС «Артемівськ» здійснили розвідувальний рейд до Артемівська, під час якого відбувся бій біля будівлі прокуратури, де розміщувався штаб «ДНР», який тривав близько 20 хвилин. Під час бою обстріляно будівлю прокуратури, внаслідок чого знищено штаб терористів, спалено автомобіль «Газель», а також пошкоджено один зі стовпів вуличного освітлення.
6 липня 2014 року місто звільнене підрозділами Національної гвардії та Збройних сил України від російських загарбників.
5 січня 2015 року молодший сержант Сергій Бабічев перебував за кермом мікроавтобуса «Богдан», котрий при перевезенні взводу резервістів потрапив у ДТП поблизу Артемівська. З «Богданом» зіштовхнувся військовий «КрАЗ». Загинуло 12 військовиків, серед них — Тарас Герасимюк, Ігор Каплуненко, Юрій Лінивенко, Роман Малюта, Максим Щіпов, ще 21 зазнав травм, 17 січня від травм помер Ігор Дідач.
12 січня зазнав смертельних поранень під Артемівськом молодший лейтенант Ярослав Чомко. 13 лютого 2015 року терористи обстріляли місто з реактивних установок, загинули дві людини, у тому числі хлопчик, другокласник місцевої школи. 10 березня при виконанні бойового завдання під Бахмутом загинув солдат 43-го батальйону Андрій Володимирович Литкін. 7 травня у бою під Артемівськом загинув солдат 30-ї бригади Олександр Миколайович Чебаненко. Образ Олександра Чебаненка втілений у пам'ятнику загиблим воїнам Переяславщини у м. Переяслав Київської області, де похований боєць 3 серпня 2015 року перед опівніччю зазнав смертельного поранення поблизу міста Артемівськ під час артилерійського обстрілу терористами взводного опорного пункту касетною міною солдат батальйону «Чернігів-1» Василь Остапчук.
23 вересня 2015 року Артемівська міська рада ухвалила рішення звернутися до Верховної Ради України про повернення місту Артемівськ історичної назви Бахмут (голосували: «за» — 31; «проти» — 8; «утрималися» — 3; не голосували — 3). 4 лютого 2016 року Верховна Рада ухвалила постанову про перейменування окремих населених пунктів та районів, яка набула чинності 18 лютого. Назва міста Артемівськ змінилася на Бахмут. Також змінилися назви 76 вулиць і провулків.
30 квітня 2016 року в боях під Бахмутом загинув гранатометник Вадим Олександрович Тарабанов. У кінці серпня 2016 під Бахмутом загинув боєць 54-ї бригади Олександр Васюк.

### Повномасштабне вторгнення

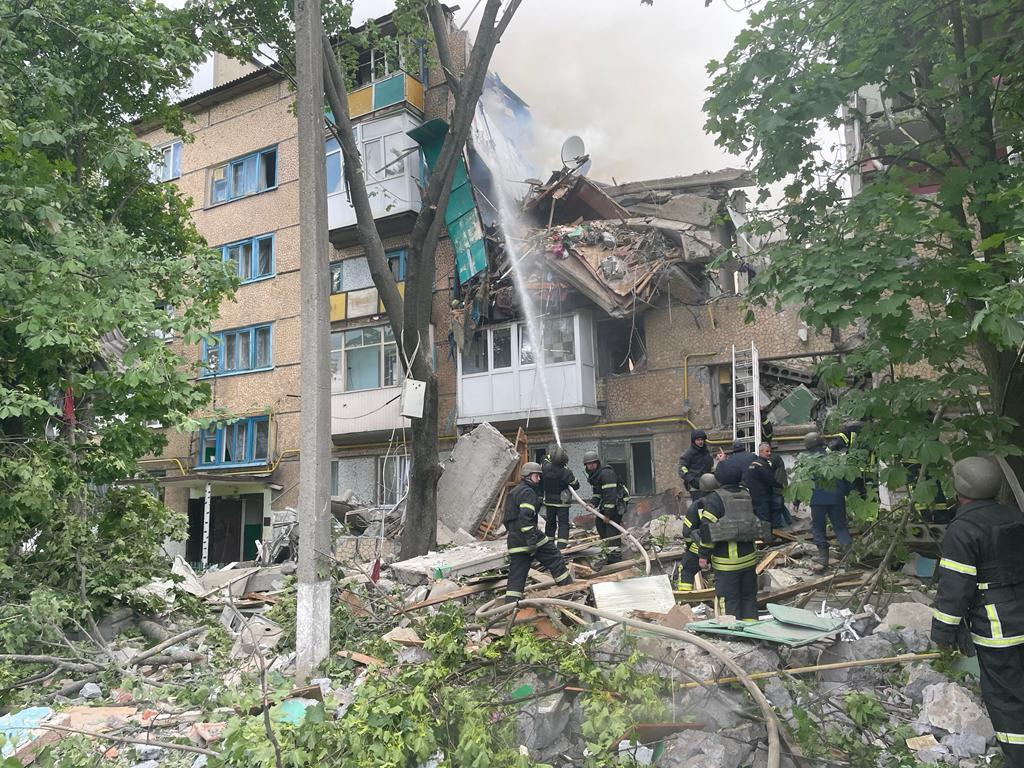
Будинок у Бахмуті після обстрілу 17 травня 2022

У травні 2022 року лінія фронту наблизилась до міста, почались артилерійські та авіаційні обстріли міста.
Із 73 тисяч мешканців Бахмута до початку повномасштабної війни станом на середину травня у місті залишалось трохи понад 20 тисяч.
17 травня 2022 року російська ракета влучила у багатоквартирний будинок. Загинуло п'ятеро осіб, серед них — дворічна дитина. Станом на березень 2023 року в місті досі перебували 3000 цивільних, частина з них переховувалася від рятувальників, не бажаючи покидати місто.
1 серпня 2022 року почались бої за Бахмут.
У 20-х числах травня 2023 року російські загарбники захопили переважну частину міста, під контролем Сил Оборони України залишились будівлі у південно-західній частині в районі скверу Дружби, де знаходився (знищений на початку березня) літак-пам'ятник МіГ-17. Бої точились вздовж вулиці Чайковського. Станом на 24 травня 2023 року частини міста контролюються силами оборони України.

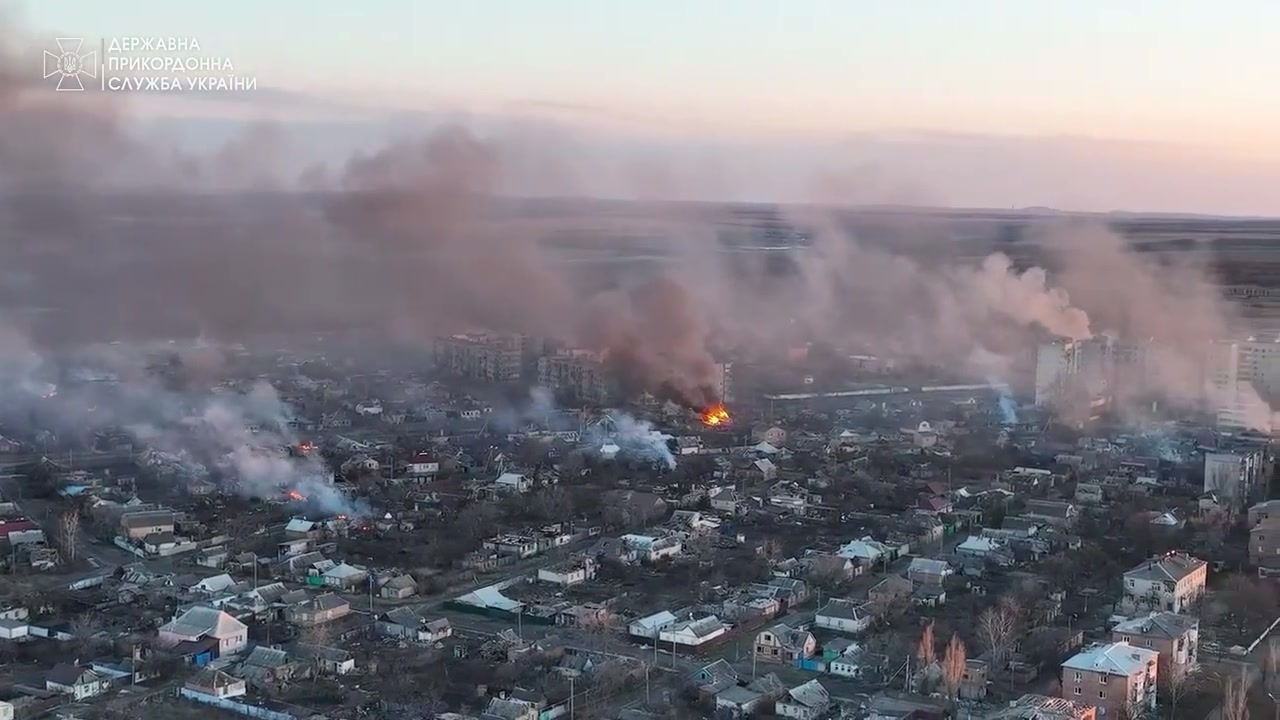
Бахмут під час активних боїв за місто

У травні 2023 року 93 ОМБр показала фото руйнувань у місті.
Приблизно 27 травня 2023 року ПВК «Вагнер» почала виведення своїх військ із Бахмута.
31 травня 2023 року мер повідомив, що у місті залишалося близько 500 мешканців.
Станом на 24 серпня 2023 року підрозділи ЗСУ наступають та закріплюються на околицях Бахмута.
Внаслідок бойових дій місто майже вщент знищено.

## Промисловість та економіка
З давніх часів місто — великий центр видобування кам'яної солі (понад 1/3 видобутку в Україні). У Бахмуті містяться НДІ «Сіль» і головний офіс «АртемСіль», тоді як соледобувні шахти розташовані в Соледарі. Станом на 2016 р. продовжувалася модернізація соляних рудників і солепереробних підприємств Бахмута.
Є заводи: металообробний (обробка кольорових металів), гірничого устаткування та інструментів, ремонтно-механічний, кераміко-трубний, скляний, черепичний. 2006 року в місті був відкритий завод французької компанії «Lafarge» з виробництва гіпсокартону та сухих сумішей.
Розвинута харчова промисловість: млини, хлібо- і м'ясокомбінат, лікеро-горілчаний завод та завод шампанських вин, молокозавод. 2006 року було відкрите ВКО «Екопродукт» з виробництва різних напоїв.
Легка промисловість: взуттєва фабрика «Світоч» і швейна фабрика. У Бахмутському районі розташовані одна з найбільших у Донбасі Миронівська ДРЕС, соляні шахти, поклади вогнетривких глин (Часів Яр), гіпсу. У Бахмуті розташовувався трест «Артемвугіллягеологія» (зараз ДРГП «Донецькгеологія»).
У 1975 році в місті працювало 64 промислових підприємства, серед яких:
- ЗАТ «Артемівський машинобудівний завод Вістек» (вул. Миру, 6)
- ТОВ «Укрелектромережбуд» (вул. Широка)
- ТОВ «Артемівський лікеро-горілчаний завод»
- ВАТ «Артемівський завод» Доріндустрія (вул. Сибірцева)
- ТОВ «Будівельне управління Артемівськтрансбуд» (вул. Космонавтів, 6)
- ТОВ Концерн «Молокопродукт» (вул. Зарічна)
- ЗАТ «Артемівський м'ясокомбінат» (вул. Алебастрова)
- ЗАТ «Артемівський завод шампанських вин Артемівськ Вайнері» (вул. Патріса Лумумби, 87)
- ТОВ «Артемівський хлібокомбінат» (вул. Соборна, 14)

Обсяг промислового виробництва у 2003 році — 963 млн грн (на 1 жителя — 8692 грн). Індекс промислової продукції — 30,1 % 2003 до 1990 року. Викиди шкідливих речовин у 2003 році в атмосферу від джерел забруднення міста — 3,7 тис. тонн.
Обсяг реалізованої продукції підприємствами промисловості міста за січень — листопад 2015 року склав 4742,7 млн грн, що на 219,2 млн грн або 4,8 % більше, ніж за аналогічний період 2014 року.

## Політична система
Місцева влада у Бахмуті належить міській раді, що обирається раз на чотири роки на основі загального прямого таємного виборчого права. Рада має свій виконавчий комітет.
Головою міста є міський голова, що обирається одночасно з виборами Ради на чотири роки та здійснює свої повноваження на постійній основі. Очолює виконавчий комітет міської ради, головує на засіданнях міської ради.
Міським головою Бахмута з 1991 року є Олексій Рева. На 2022 рік він керує містом вже 31 рік, що призводить, на думку деяких містян, до застою в житті міста.
У місті також розташовані органи управління Бахмутським районом: Бахмутська районна адміністрація, Бахмутська міська рада та інші.
На президентських виборах 2004 року місто віддало за Віктора Януковича 93,62 % голосів, за Ющенка — 4,19 %.

## Населення

### Національний склад
Національний склад населення за даними перепису 2001 року:
| Національність  | Відсоток |
| --------------- | -------- |
| українці        | 69,42 %  |
| росіяни         | 27,51 %  |
| білоруси        | 0,62 %   |
| вірмени         | 0,35 %   |
| євреї           | 0,20 %   |
| азербайджанці   | 0,16 %   |
| татари          | 0,14 %   |
| греки           | 0,13 %   |
| молдовани       | 0,11 %   |
| інші/не вказали | 1,36 %   |

### Мовний склад, перепис 2001
Розподіл населення за рідною мовою за даними перепису 2001 року:
| Мова            | Кількість | Відсоток |
| --------------- | --------- | -------- |
| російська       | 59095     | 71,07 %  |
| українська      | 22957     | 27,61 %  |
| вірменська      | 160       | 0,19 %   |
| циганська       | 127       | 0,15 %   |
| білоруська      | 85        | 0,10 %   |
| румунська       | 25        | 0,03 %   |
| грецька         | 12        | 0,01 %   |
| інші/не вказали | 685       | 0,84 %   |
| Усього          | 83146     | 100 %    |

### Мовний склад, перепис 1897
Рідна мова населення за даними перепису 1897 року:
| Мова       | Чисельність, осіб | Відсоток, % |
| ---------- | ----------------- | ----------- |
| Українська | 11 928            | 61,75 %     |
| Російська  | 3 659             | 18,94 %     |
| Їдиш       | 3 223             | 16,69 %     |
| Інші       | 506               | 2,62 %      |
| Разом      | 19 316            | 100,00 %    |

За даними перепису 2001 року населення міста становило 83 146 осіб, із них 27,61 % зазначили рідною мову українську, 71,07 % — російську, 0,19 % — вірменську, 0,15 % — циганську, 0,10 % — білоруську, 0,03 % — молдовську, 0,01 % — болгарську та грецьку, а також німецьку, гагаузьку, польську, румунську, угорську та єврейську мови.
Чисельність населення Бахмута на 1 червня 2017 року склала 75,9 тис. осіб.
Національний склад і рідна мова населення Бахмута. Розподіл постійного населення за найбільш численних національностей та рідної мови (станом на 2012 рік).
| N | Склад    | Чисельність | Частка (%) | Рідна мова(%) | Українська мова (%) | Російська мова (%) |
| - | -------- | ----------- | ---------- | ------------- | ------------------- | ------------------ |
| 1 | Українці | 78 993      | 69,42      | 49,1          | —                   | 50,8               |
| 2 | Росіяни  | 31 301      | 27,51      | 96,7          | 3,2                 | —                  |
| 3 | Білоруси | 705         | 0,62       | 15            | 9,2                 | 75,6               |
| 4 | Вірмени  | 396         | 0,35       | 48,7          | 1,3                 | 49,7               |
| 5 | Цигани   | 263         | 0,23       | 57,8          | 9,5                 | 30,4               |
| 6 | Євреї    | 224         | 0,20       | 0,4           | 5,4                 | 92,4               |
|   | Усього   | 113 785     | 100,00     |               |                     |                    |

Під час боїв за Бахмут протягом листопада 2022 — квітня 2023 року місто було майже повністю зруйноване, відповідно й жити в ньому стало маломожливим, тому більшість населення евакуювалося. Після захоплення Бахмута російськими загарбниками навесні 2023 року в місті від довоєнних 70 тисяч лишилося не більше, ніж 500 осіб, а станом на 2024 рік російські пропагандисти повідомляють, начебто в місті не залишилося жодного жителя.

## Транспорт
- Міський електротранспорт: тролейбус (з 29 квітня 1968 року) — 8 маршрутів;
див. Бахмутський тролейбус; Маршрутні автобуси.
- На території міста розташовані залізничні станції Бахмут I, Бахмут (вокзал), Малоільшівська і Ступки.

## Фінанси
Бюджет міста 1975 року — 12,6 млн карбованців.
Експорт товарів 2003 року — 90,5 млн доларів США.
Прямі іноземні інвестиції на 2003 рік — 20,8 млн доларів США.
Обсяг вироблених послуг 2003 року — 42,4 млн гривень.
Коефіцієнт безробіття — 2,2 %.
Середньомісячна зарплата 2003 року — 501 гривня.

## Культура та освіта

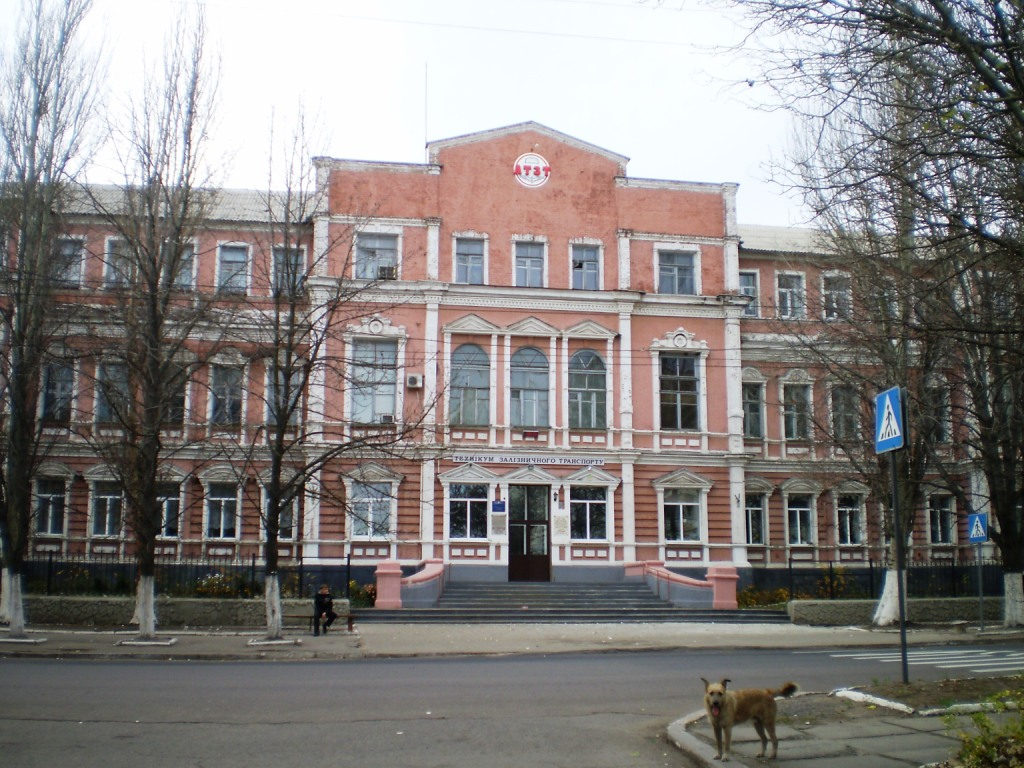
Коледж транспортної інфраструктури

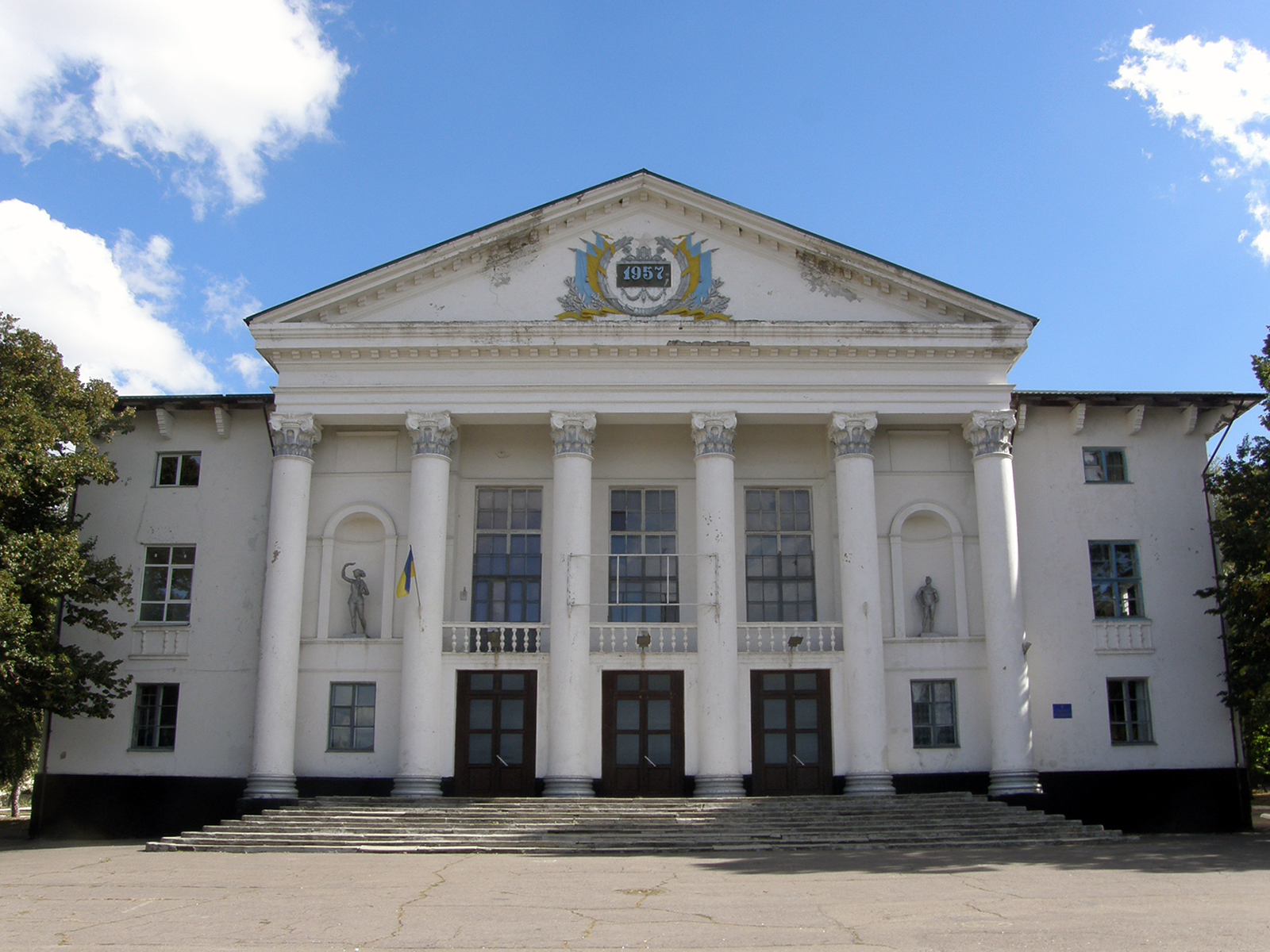
Міський народний дім

У Бахмуті розміщені Донецька геофізична експедиція і дослідна станція виноградарства й садівництва, кінотеатри, геологічний музей, клуби, бібліотеки.
1959 року за проєктом скульпторів А. Шапрана і М. Декерменджі споруджено 12-метровий бронзовий пам'ятник Артему.
- Артемівський вчительський інститут.
- Артемівський міський центр дітей та юнацтва, (вул. Миру).
- Артемівський міський центр культури та відпочинку, (пл. Свободи).
- Бахмутський міський народний дім, (вул. Перемоги).
- Будинок техніки ДРГП «Донецькгеологія», (вул. Сибірцева).
- Палац культури «Машинобудівник», (вул. Миру).
- Артемівський індустріальний технікум, (вул. Чайковського).
- Коледж транспортної інфраструктури, (вул. Миру).
- Бахмутський коледж мистецтв імені Івана Карабиця, (вул. Лермонтова).
- Артемівське педагогічне училище, (вул. Благовіщенська).
- Бахмутський медичний коледж, (вул. В. Носакова).
- Артемівський професійний ліцей, (вул. Оборони).
- Артемівська центральна районна лікарня, (вул. Миру).
- Бахмутський НВК № 11.
- 20 шкіл (11 600 учнів), 29 дитсадків (3500 дітей), 4 ПТУ (2000 учнів), 2 технікуми (6000 учнів), музичні школи, 5 будинків культури та клубів, 12 бібліотек.

З 2014 року в Бахмуті почали з'являтися нові урбаністичні та соціальні проєкти. Реконструювали набережну річки Бахмутка, сквер на Бульварі металургів та Алею троянд. Підтримка міжнародних грантів допомогла відремонтувати лікарні, школи, бібліотеки, а 2016 року реконструювали міський центр соціальних служб для сім'ї, дітей та молоді.

## Пам'ятки

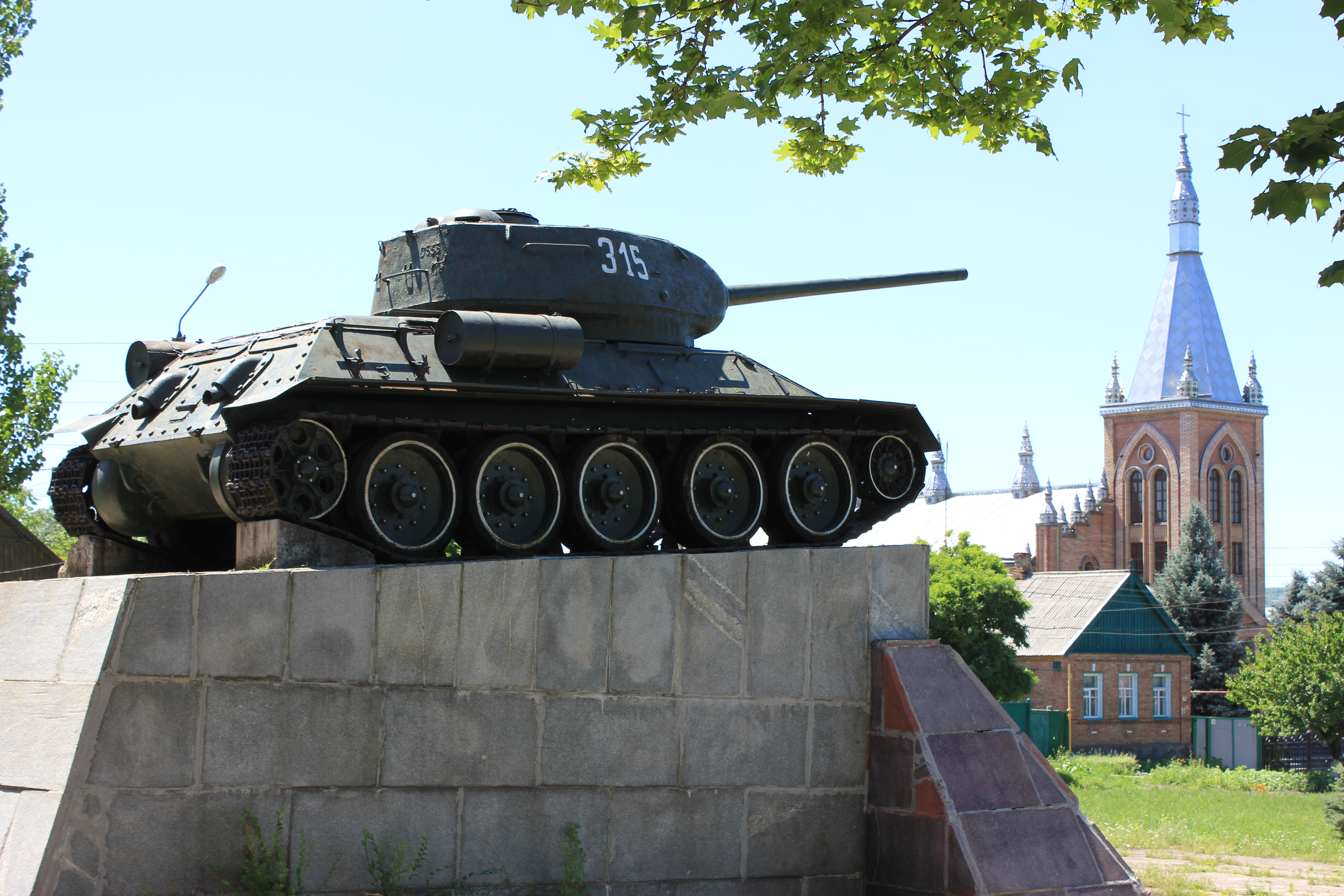
Пам'ятник радянським воїнам-танкістам.

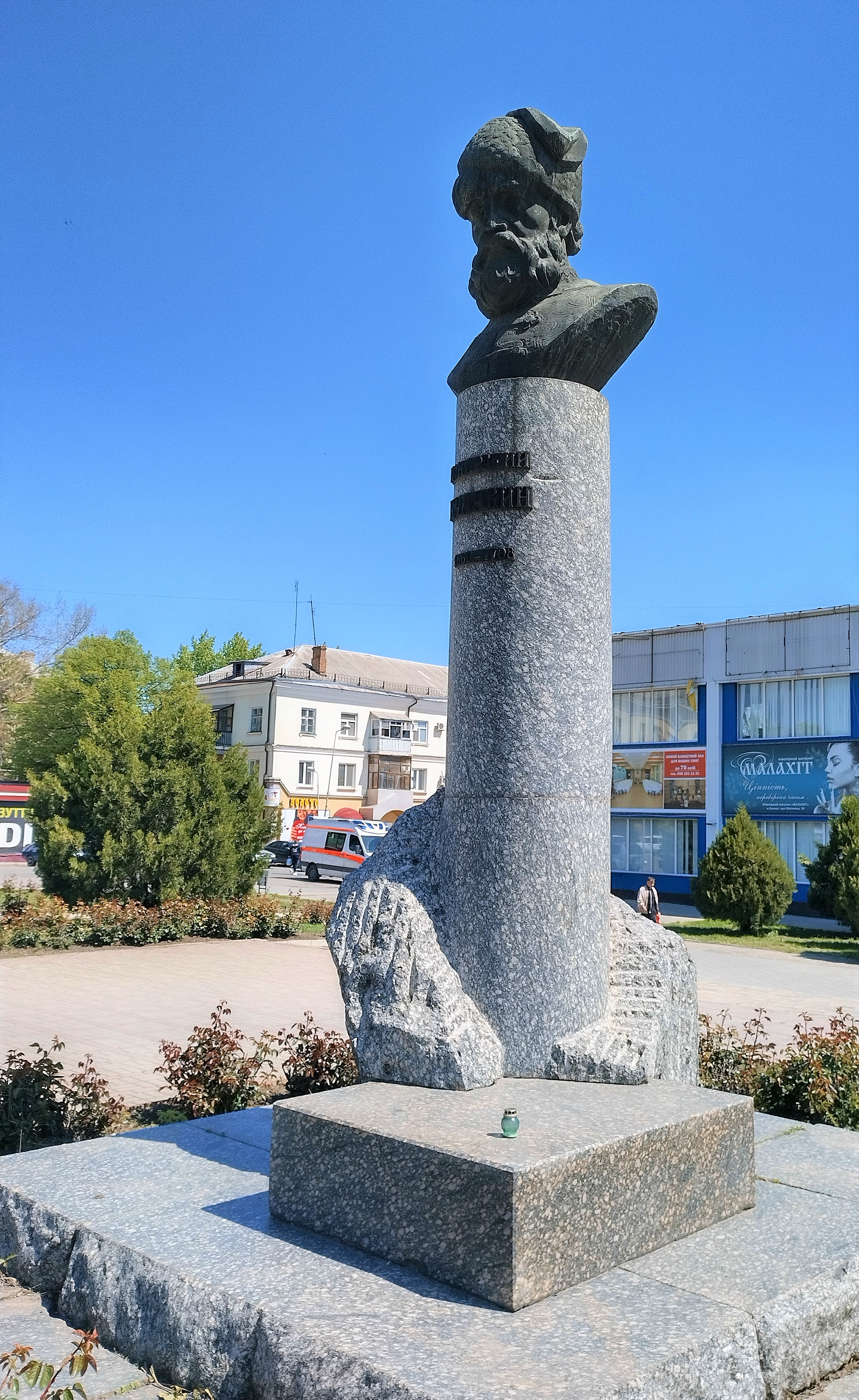
Погруддя Кіндрату Булавіну

У місті Бахмут Донецької області на обліку перебуває 43 пам'ятки історії та 9 пам'яток монументального мистецтва.

### Бахмутська школа мистецтв №1
Це була найстаріша школа Донеччини. У 2023 році їй мало виповнитися 120 років. Ансамбль історичних будівель школи мистецтв складався з двох будинків — особняка Якова Абрамовича Смоленського у стилі модерн та Комерційного клубу, який поєднує риси стилів історицизму та модерну.
Обидві будівлі мали історичну та художню цінність, були невід'ємною частиною архітектурного центру Бахмута. З середини 1960-х років тут працювала дитяча музична школа. А з 1930-х там розташовувалась міська міліція, а після Другої світової війни — методичний кабінет партійно-політичної освіти, пошта та телеграф. Будівлі майже стовідсотково зберегла свій автентичний фасад разом з металевим дашком і балконом.
У 2004 році будівлям школи мистецтв надали статус щойно виявлених об'єктів архітектурної спадщини місцевого значення.
У 2022 році будівлі знищені російською армією.

### Бахмутська філія Азовсько-Донського комерційного банку
Побудована у 1900—1902 роках у стилі неоренесанс. У 1983 році вона єдина в місті мала статус пам'ятки архітектури місцевого значення. Будівля колишнього Азовсько-Донського банку унікальна тим, що це єдина споруда, яка майже повністю зберегла свою автентичність не тільки зовні, а ще й зсередини. У 1917 році свої фінансові справи тут вела Харламівська соляна копальня. Пізніше в будівлі завжди розміщувались фінансові установи.
У 2023 році внаслідок чергового російського обстрілу сталася пожежа. На той час вже багато тижнів у місті не працювала рятувальна служба, тож у будівлі вигоріли всі внутрішні дерев'яні перекриття.

### Палац культури
Історія палацу культури у Бахмуті починається ще до радянських часів — з 1902 року. Тоді він називався народним домом і розташовувався поміж кам'яних торгових рядів на тодішній площі Торговій. Будівля мала великий залом на 500 місць з особливим приміщенням для народної бібліотеки-читальні і з народною чайною в другому кінці. Пізніше будівля стала частиною споруди Палацу Леніна. Перед повномасштабною війною у цій будівлі був міський центр культури та дозвілля імені Євгена Мартинова. Центр мав статус щойно виявленого об'єкта культурної спадщини місцевого значення.
У 2022 році Палац культури став жертвою чергового артилерійського обстрілу Бахмута. Загорілися верхні поверхи будівлі, проте постраждала і зала на першому поверсі. За даними ДСНС, найбільшого удару зазнала покрівля та верхній поверх палацу.

## Релігія

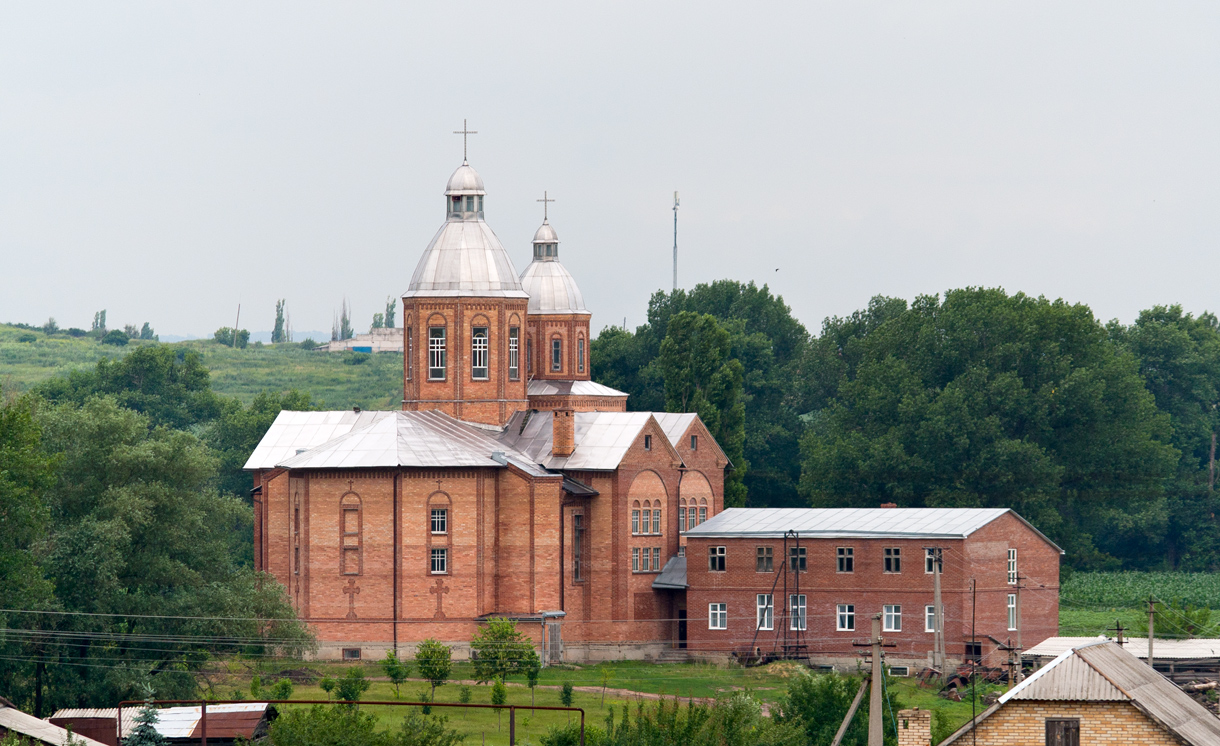
Храм у місті (зруйнований)

### Християнство

#### Католицька церква
- Костел Матері Божої Святого Розарію (РКЦ та УГКЦ). Костел перебуває у напівзруйнованому стані[93]

#### Православна церква
- Храм святителя Івана Золотоуста (УПЦ МП)
- Свято-Миколаївський храм (УПЦ МП)

### Іслам
- Бахмутська мечеть (зруйнована)

## Відомі люди

### Уродженці
- Анацький Микола Леонідович (1989—2023) — фотограф, лейтенант Національної гвардії України, учасник російсько-української війни.
- Атнабунт Захар Ілліч (1897—1921) — український військовик, козак 4-ї Київської дивізії Армії УНР, Герой Другого Зимового походу.
- Беркович Есфір Семенівна (1912—1992) — українська бібліографиня.
- Верлинський Борис Маркович (1887—1950) — шахіст, перший гросмейстер СРСР з 1929 року, міжнародний майстер (присвоєно 1950 року), за особливі заслуги в шахи (посмертно).
- Вігдергауз Павло Ісаакович (1925—2013) — архітектор, лауреат Державної премії СРСР.
- Волкова Аліна Іванівна — оперна співачка. Народна артистка УРСР.
- Георгієвський Віктор Петрович (1937—2018) — провізор, доктор фармацевтичних наук, професор, член-кореспондент НАНУ.
- Голубєв Павло Васильович (1883 — 1966) — український співак (баритон), педагог. Заслужений діяч мистецтв УРСР (1953).
- Гутиря В'ячеслав Володимирович — український художник та скульптор.
- Дерман Софія Яківна (1886—1960) — поетеса.
- Добров Геннадій Михайлович (1929—1989) — український науковець, засновник української наукознавчої школи.
- Забірко Віталій Сергійович — український письменник.
- Загорулько Борис Терентійович (1927—1985) — український письменник.
- Коробов Володимир Андрійович (1924—2001) — український художник.
- Костроменко Вадим Васильович (1934—2017) — український кінооператор, кінорежисер.
- Ковальов В'ячеслав Ярославович (1976—2016) — солдат Збройних сил України, учасник російсько-української війни.
- Коховський Всеволод Порфирійович (1835—1891) — педагог, письменник, генерал-лейтенант, засновник та перший директор «Педагогічного музею» у Петербурзі.
- Курінний Олексій Вікторович (1986—2017) — український громадський діяч, політолог, правник, поет та експерт із розвитку української мови.
- Кримський Сергій Борисович (1930—2010) — український філософ, культуролог, лауреат Шевченківської премії, заслужений діяч науки і техніки України, член Нью-Йоркської академії наук.
- Нещерет Сергій Анатолійович (1965—2014) — старшина Збройних сил України, учасник російсько-української війни.
- Олешко Віталій Ігорович (1975—2018) — солдат резерву Збройних сил України, учасник російсько-української війни.
- Мартинов Євген Григорович (1948—1990) — співак та композитор.
- Мирошниченко Артем Миколайович (1983—2019) — український громадський діяч, волонтер та активіст ГО «Бахмут Український».
- Мерейнес Адель (1881—1934?) — випускниця Віденської консерваторії, засновниця музичних курсів у Бахмуті.
- Полтавець Віктор Іванович — перший міністр вугільної промисловости України (1994—1995, 2007—2010). Кандидат технічних наук, член-кореспондент Академії гірничих наук України.
- Прокопенко Олег Ісаакович (1932—1990) — український сценарист.
- Сем Спевак (1899—1971) — американський письменник, журналіст, драматург, сценарист.
- Стецюн Микола Григорович — український композитор.
- Філевський Павло Петрович (1856—1951) — історик, педагог.
- Фінкель Олександр Мойсейович (1899—1968) — мовознавець.
- Черненко-Чорний Порфірій Костянтинович — український військовий діяч, підполковник Армії УНР.
- Швець Владислав Олександрович (1926—2007) — український диригент, музикант та музичний педагог.
- Шепітько Лариса Юхимівна (1938—1979) — кінорежисерка, сценаристка та кіноакторка.

### Мешканці
- Аведиков-Авдієнко Петро Овдійович (1899—1972) — український актор та театральний діяч.
- Аведикова Єлизавета Андріївна (1878—1968) — українська акторка.
- Вальх Борис Сергійович (1876—1942) — лікар, зоолог, засновник та перший директор Бахмутського краєзнавчого музею.
- Гріліхес Рафаїл (1821 — кін. XIX ст.) — підприємець, засновник першої типографії в Бахмуті.
- Задорожній Сергій Сергійович — український футзаліст та тренер.
- Лагунов Соломон Ісакович — член Української Центральної Ради.
- Лопатін Ігор Костянтинович (1923—2012) — український вчений-зоолог, професор.
- Онипко Семен Іванович (1913—1975) — український актор.
- Онопрієнко Євген Федорович (1925—1997) — український кінодраматург.
- Павлівський Борис Сергійович (1906—2004) — український поет та журналіст.
- Стрижевський Гаврило Якович (1838—?) — український громадський діяч, педагог та етнограф.
- Терещенко Василь Тимофійович (20 лютого 1943 — 6 березня 2015) — заслужений вчитель України, член Донецького відділення НТШ, організатор освіти, публіцист. Завідувач Артемівського районного відділу освіти Донеччини (з 1980)
- Гайдарівський Василь Андрійович (Гайворонський) (1908—1972) — український письменник Розстріляного Відродження,
- Борисов Олександр Ігорович (Алекс Борисов) — українсько-американський інженер програмного забезпечення, інженерний лідер компанії Netlifx[94][95]

### Міські голови
- Педанов В. (1876—1888)
- Першин Василь Іларіонович (1888—1916)
- Айдинов Іван Христофорович (листопад 1917 — лютий 1918)
- Рева Олексій Олександрович (з 1991)

## Бахмут у культурі
29 вересня 2021 року відбулося спецпогашення поштових марок № 1955 «м. Бахмут, Донецька обл.» та № 1956 «м. Кременчук, Полтавська обл.» (дев'ятий випуск стандартних поштових марок з серії «Герби міст, селищ та сіл України»). Процедура спецпогашення відбувалася одночасно у поштових відділеннях Укрпошти у Києві («КИЇВ-01001»), Бахмуті («84511») та Кременчуку («39600») спеціальними штемпелями «Перший день» (ШПД № 897, № 898 та № 899). Окрім марок також було випущено спеціальний конверт з мапою України та позначенням територій Донецької та Полтавської областей, географічного положення міст Бахмут та Кременчук, а також відображенням гербів обидвох міст.

## Цікаві факти про місто
- Поблизу Бахмута можна побачити соляну шахту і найбільший підземний концертний зал у світі.
- У місті розташоване найбільше підприємство в Східній Європі з виробництва ігристих вин класичним пляшковим методом.
- Бахмут є одним із тих міст України, що втратили значення обласного центру, а отже більші можливості для розвитку, разом із Кам'янцем-Подільським, Дрогобичем та Ізмаїлом.

## Міста-побратими
- Ірпінь, Україна[100]
- Володимир, Україна[101]

## Галерея

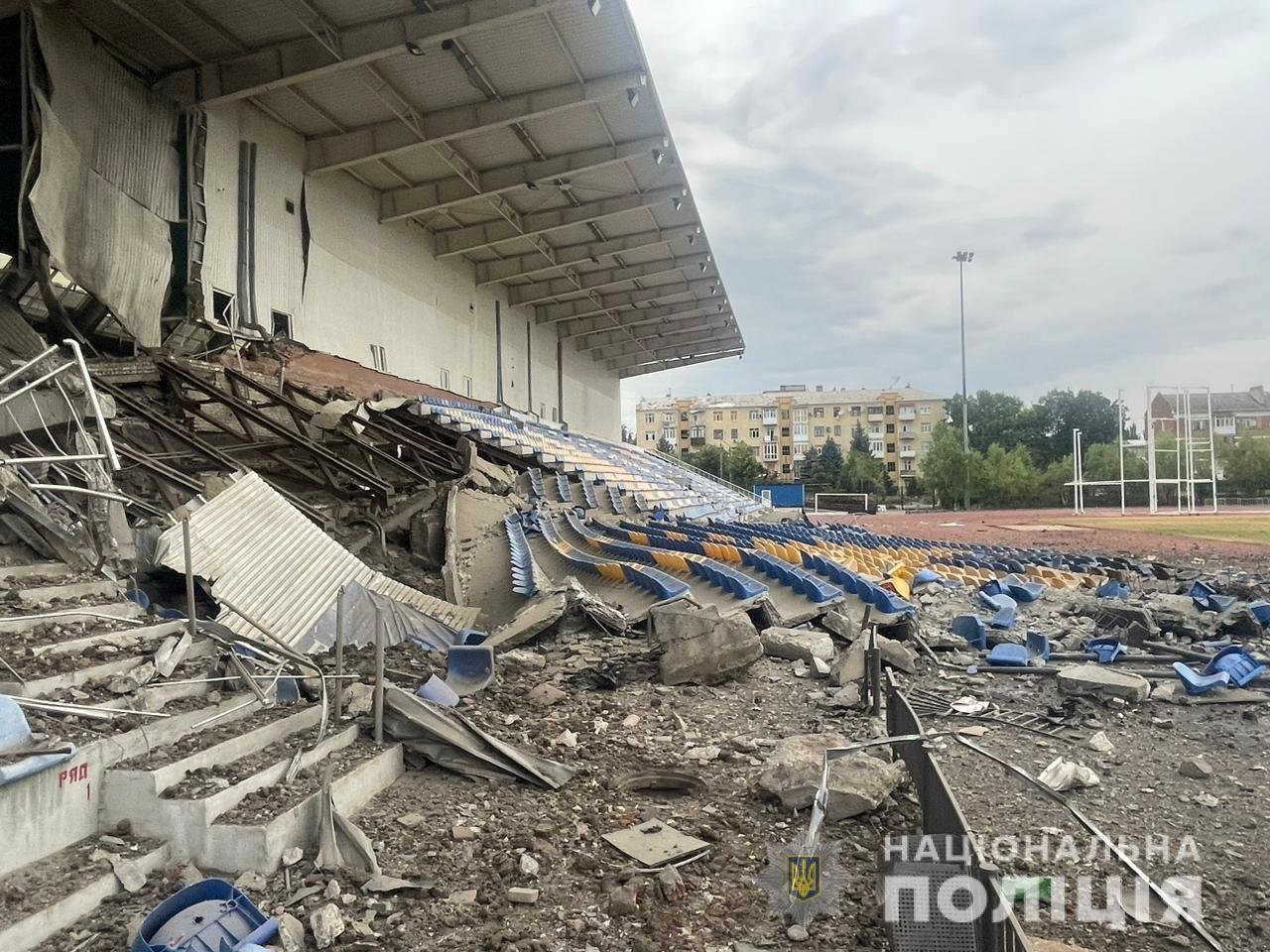
Стадіон після російської терористичної атаки, 2022